# Jan Kanty Krasicki
Jan Kanty Maria Ignacy Aleksy Krasicki herbu Rogala, hrabia (ur. 26 października 1837 w Nawojowej, zm. 16 stycznia 1893 w Wiedniu) – ziemianin,  działacz gospodarczy, polityk konserwatywny, poseł do austriackiej Rady Państwa oraz członek Izby Panów w Wiedniu.

## Życiorys
Ukończył studia prawnicze na uniwersytecie we Lwowie. Praktykant koncepcyjny, od 1862 był koncypientem w Namiestnictwie Galicyjskim we Lwowie (1859-1862). W 1862 został oddelegowany jako komisarz do Ministerstwa Stanu, następnie od 1865 urzędnik Namiestnictwa, od 1866 przebywający na urlopie. W 1873 przeszedł w stan spoczynku.
Ziemianin, od 1860 właściciel dóbr Glinne w pow. leskim, a po śmierci ojca w 1882 także Boratyń w pow. jarosławskim. Członek oddziału jarosławskiego (1861-1873) I przemysko-mościsko-jaworowsko-mościckiego (1882) Galicyjskiego Towarzystwa Gospodarskiego we Lwowie. Członek Krakowskiego Towarzystwa Rolniczego (1861-1864) i Rady Administracyjnej Galicyjskiego Ogólnego Towarzystwa Ubezpieczeń (1871-1875). Prezes Rady Nadzorczej Kolei Naddniestrzańskiej (1874-1876). Członek (1876-1882) i prezes (1883-1889) Rady Nadzorczej Kolei Lwów-Czerniowce-Jassy. Prezes Rady Nadzorczej Kolei Lwów-Bełżec (1889).
Poseł do austriackiej Rady Państwa V kadencji (4 listopada 1873 – 22 maja 1879) i VI kadencji (7 października 1879 – 23 kwietnia 1885), wybierany w kurii IV (gmin wiejskich) w okręgu wyborczym nr 13 (Jarosław-Radymno-Sieniawa-Cieszanów-Lubaczów). Należał do frakcji posłów konserwatywnych (podolaków) w Kole Polskim w Wiedniu. 19 września 1885 mianowany przez cesarza dożywotnim członkiem Izby Panów Rady Państwa, pełnił tę funkcję od 15 października 1885.
Zmarł śmiercią samobójczą. W 1892 podjął próbę samobójczą przez podcięcie gardła, ale został odratowany. W styczniu następnego roku wyskoczył z trzeciego piętra hotelu w Wiedniu. Powodem samobójczego kroku była prawdopodobnie choroba nerwowa i kłopoty finansowe. Pochowany na Cmentarzu Centralnym w Wiedniu (sektor 41 A - grób 4),

## Rodzina i życie prywatne
Urodził się w rodzinie ziemiańskiej, syn Kazimierza Antoniego (1807-1882) i Izabeli Marii ze Stadnickich (1812-1879). Ożenił się 1 czerwca 1876 w Rzymie z Marią z Korwin-Krasickich (1847–1912). Mieli córkę Helenę Izabelę (1879–1940), która wyszła za Emanuela Homolacsa.  

## Odznaczenia
Kawaler królewskiego orderu bawarskiego św. Jerzego (24 kwietnia 1869), kawaler wielkiego krzyża papieskiego orderu św. Grzegorza (1891), kawaler papieskiego orderu Grobu Św. (31 października 1867), kawaler wielkiej wstęgi rumuńskiego orderu Korony (1889), kawaler honorowy maltański (20 marca 1862). Od 7 listopada 1863 podkomorzy austriacki (szambelan).